# Eta de Capricorn
Eta de Capricorn (η Capricorni) és un estel binari a la constel·lació de Capricorn. És també coneguda pel nom d'Armus, utilitzat només ocasionalment. De magnitud aparent +4,86, s'hi troba a 158 anys llum del sistema solar
L'estrella principal d'Eta de Capricorn és una estrella blanca de la seqüència principal de tipus espectral A5V. Semblant a Sheratan A (β Arietis) o a Alya A (θ Serpentis), té una temperatura superficial de 8.081 K. La seva lluminositat és 26 vegades superior a la lluminositat solar i posseeix una massa 2,08 vegades major que la del Sol. Gira sobre si mateixa amb una velocitat de rotació projectada de 61 km/s.
De la seva companya estel·lar —visualment a 0,30 segons d'arc— sol se sap que té magnitud +7,39 i que completa una òrbita al voltant de la seva brillant companya cada 28 anys. A més, l'òrbita és considerablement excèntrica (ε = 0,39). L'edat d'aquesta binària s'estima en 500 milions d'anys.
Quant a la composició química del sistema, la relació oxigen/hidrogen és un poc inferior a la solar ([O/H] = -0,10), sent el seu contingut metàl·lic també menor que en el Sol ([Fe/H] = -0,21). A excepció del sodi, l'abundància relativa del qual és comparable a la del nostre estel, altres elements avaluats com a silici, calci o bari mostren nivells per sota dels solars.